# 히요시정 (가고시마현)
히요시정(일본어: 日吉町)은 일본 가고시마현 사쓰마 반도의 중북부에 있던 정이다. 
2005년 5월 1일에 이주인정·히가시이치키정·후키아게정과 합병해 히오키시가 되었다.

## 지리
사쓰마반도 서해안 중부, 히키군 서부에 위치하고 있으며, 마을 면적은 남북 8Km, 동서 5.2Km로 반 타원형을 이루고 있다[1]. 동부는 산간지대로 산재한 마을이 산재해 있지만, 서부는 평탄한 고원지대로 마을과 경작지가 산재되어 있다. 해안은 후키아게하마 현립 자연공원의 일부로 긴 사구 지대이며, 그 주변은 사방림과 밭으로 이루어져 있다.

## 역사
- 1889년 4월 1일 - 정촌제 시행에 수반해 히오키촌, 요시토시촌이 성립하였다.
- 1955년 4월 1일 - 히오키촌과 요시토시촌이 신설합병, 정으로 승격해 히요시정이 성립하였다.
- 1956년 9월 30일 - 시모이주인촌의 일부를 편입하였다.
- 2005년 5월 1일 - 이주인정·히가시이치키정·후키아게정과 합병해, 히오키시가 되었다.

### 인구
아래는 히요시정의 인구 변천을 나타낸다.。1955년 이전은 히오키촌과 요시토시촌의 인구를 합산한 수치이다.。
| 년     | 세대수（세대） | 인구（명） |
| ------ | -------------- | ---------- |
| 1920년 | 2,324          | 10,295     |
| 1925년 | 2,348          | 10,449     |
| 1930년 | 2,302          | 10,471     |
| 1940년 | 2,217          | 9,770      |
| 1950년 | 2,939          | 13,842     |
| 1960년 | 2,860          | 11,072     |
| 1970년 | 2,533          | 7,984      |
| 1980년 | 2,472          | 7,048      |

## 교통

### 도로
- 국도 270호선

## 참고 문헌
- 角川日本地名大辞典編纂委員会,『角川日本地名大辞典 鹿児島県』1983, 角川書店

1. ↑  日吉町郷土誌編さん委員会 1988, 4쪽.